# Louis Legendre (homme politique)
Pour les articles homonymes, voir Louis Legendre.
Louis Legendre, également appelé Legendre de Paris pour le différencier de son collègue homonyme de la Nièvre né le 22 mai 1752 à Versailles et mort le 13 décembre 1797 à Paris, est un révolutionnaire français.

## Biographie

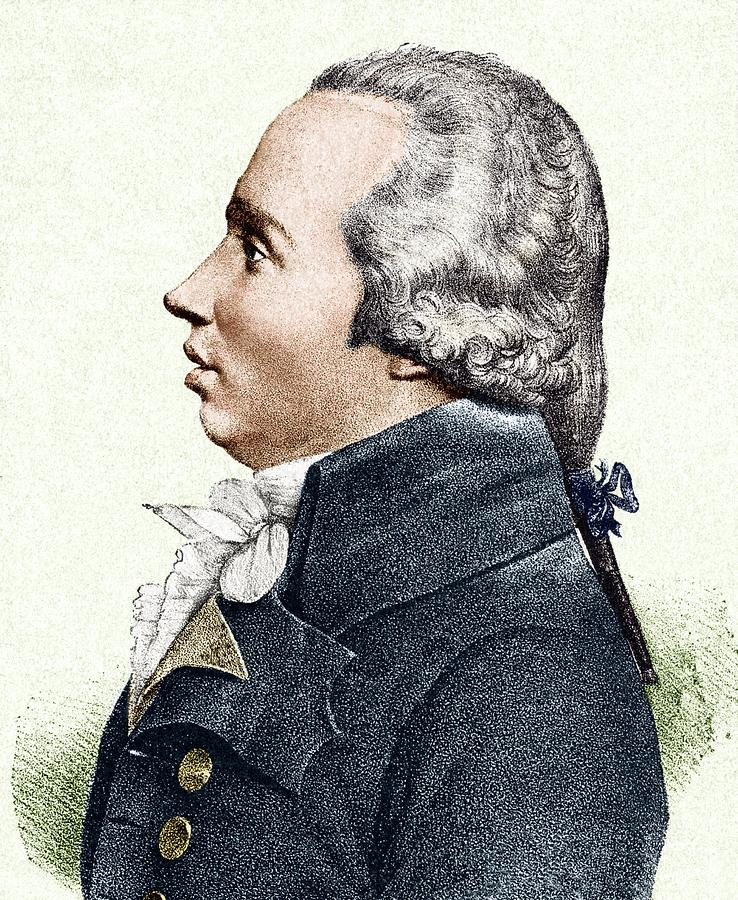
Louis Legendre.
Gravure de François-Séraphin Delpech, XIXe siècle.
Ce portrait a souvent été présenté, à tort, comme celui du mathématicien Adrien-Marie Legendre.

Fils de boucher, Legendre est dix ans matelot, avant de s'établir comme maître boucher à Paris.
Son nom est mêlé à toutes les journées de la Révolution. Le 12 juillet 1789, il fait partie des Parisiens qui promènent par les rues les bustes de Necker et du duc d’Orléans. Le lendemain, il entraîne les habitants de son quartier aux Invalides, afin d'y récupérer les armes entreposées, et figure dans les premiers rangs des combattants de la Bastille. Il figure avec Danton et Desmoulins parmi les fondateurs du club des Cordeliers, en 1790.
Dès cette époque, il est déjà fameux comme chef populaire et comme l'une des notabilités révolutionnaires du district des Cordeliers. Il protège Marat contre les persécutions de la police, le cachant à plusieurs reprises pour le soustraire aux poursuites. Le 5 octobre, il prend part à la marche sur Versailles, dans les rangs de la garde nationale. En juin 1791, il signe la pétition du Champ de Mars, pour la déchéance du roi, et doit s'enfuir, après cette journée, comme nombre de patriotes menacés d'arrestation. Il reparaît à la suite de l'amnistie décrétée lors de la ratification de la constitution, est désigné plusieurs fois comme orateur de sa section pour présenter des pétitions à la barre de l'Assemblée législative, contribue à l'envahissement des Tuileries, le 20 juin 1792, et à la journée du 10 août, qui consomme la chute de la royauté.
Legendre est élu neuvième député sur vingt-quatre de Paris à la Convention nationale. Il siège sur les bancs de la Montagne. Il vote la mort sans conditions lors du procès de Louis XVI, est absent au scrutin sur la mise en accusation de Marat et vote contre le rétablissement de la Commission des Douze. Il est envoyé en mission avec Tallien à Forges-les-Eaux pour y constater le suicide de Philippe de Pâris, assassin du représentant Lepeletier de Saint Fargeau. Il est élu membre du Comité de Sûreté générale en janvier 1793 et y siège jusqu'en septembre. Il est envoyé en mission avec Rovère et Basire à Lyon en février 1793. De retour à la Convention, il attaque les girondins et particulièrement Lanjuinais.
Il est exclu du club des Cordeliers pour avoir critiqué les mesures terroristes d’Hébert. Puis, envoyé en mission à Rouen, il agit avec modération contre les royalistes et les fédéralistes. À son retour, avec Danton, il attaque les hébertistes et applaudit à leur proscription, en mars 1794. Il proteste contre l'arrestation des dantonistes et demande que les inculpés soient entendus à la tribune de la Convention. Robespierre combat vivement la motion. 
Lors de la séance du 9 thermidor, Legendre, ou Garnier de l'Aube, aurait hurlé à l'adresse de Robespierre, momentanément incapable de parler : « C'est le sang de Danton qui t'étouffe ! ». Robespierre aurait rétorqué : « Ah, c’est Danton que vous voulez venger ? Les lâches, pourquoi ne l'avez-vous pas défendu ? ». Il joue un rôle central dans l'élimination des robespierristes et dans la fermeture du Club des Jacobins.
Legendre devient une figure centrale de la Convention thermidorienne. Il revient au Comité de Sûreté générale le 14 thermidor an II (1er août 1794). S'il s'oppose dans un premier temps à l'arrestation des anciens membres du Comité de sûreté générale (David, Jagot et Lavicomterie), il attaque ceux de Salut public (Barère, Billaud-Varenne et Collot d'Herbois). Il prend une part active à la répression des insurrections du 12 germinal et du 1er prairial an III. Par la suite, il s'aperçoit des progrès de la contre-révolution.
Après la ratification de la constitution de l'an III, il fait son entrée au conseil des Anciens, où il ne joue qu'un rôle effacé mais y demeure jusqu'à sa mort, en 1797. Dans son testament, il lègue son corps à l'école de chirurgie, « afin d'être encore utile aux hommes après sa mort ».

## Représentations dans la culture populaire

### Cinéma
- La Révolution française de Robert Enrico et Richard T. Heffron, interprété par Jean-François Stévenin.